# Восточный пакт
Восто́чный пакт — термин для обозначения неудачной попытки, предпринятой в 1934 г. по заключению коллективного договора о взаимопомощи между СССР, Чехословакией, Польшей, Финляндией, Латвией, Эстонией, Литвой с целью гарантировать их границы против агрессии Германии. Основная инициатива по данному проекту исходила от Франции и СССР. Содержание и предполагаемые участники проекта Восточного пакта неоднократно менялись, однако, по сути, предполагалось, что договор должен был сдерживать Германию и укреплять версальский территориальный статус-кво. В западной историографии проект договора также называют «восточным Локарно» (англ. Eastern Locarno), так как Локарнские договоры фактически разделили европейские границы на два сорта: западные границы, которые по договору были незыблемыми, и восточные (для Германии), в отношении которых никаких гарантий выдано не было.

## Предпосылки
Идея Восточного пакта родилась осенью 1933 г. После того как Германия покинула конференцию по разоружению и Лигу Наций в октябре 1933 г., во Франции начали искать способы укрепления европейской системы безопасности при помощи СССР. В октябре-ноябре 1933 г. министр иностранных дел Франции Жозеф Поль-Бонкур предложил своему советскому коллеге Максиму Литвинову обсудить возможность заключения пакта о взаимопомощи против Германии между Францией и СССР, а также вступление СССР в Лигу Наций. Политбюро ЦК ВКП(б) признало эти вопросы «дискутабельными». Поль-Бонкур также предложил привлечь к договору Польшу и государства Малой Антанты, но в Кремле одобряли только идею коллективного договора о взаимопомощи между Францией, СССР и Польшей, к которым могли присоединиться страны Балтии, Чехословакия и Бельгия. При этом СССР отказывался от принятия обязательств по оказанию помощи союзникам Франции — Югославии и Румынии.

## Переговоры
После отставки Поля-Бонкура в феврале 1934 г. ведение переговоров продолжил в апреле его преемник Луи Барту, активный поборник системы коллективной безопасности. Опасаясь возрождения индустриальной мощи Германии и не доверяя Британии, чья политика «равновесия сил» всегда опиралась на игру на франко-германских противоречиях, Барту решил сблизиться с СССР и одновременно не отказываться от Локарнской системы, установленной в 1925 г. Поэтому о франко-советских переговорах были проинформированы все участники локарнской системы, включая Германию.
Весной 1934 г. МИД Франции разработал схему из двух договоров. Первый, так называемый Восточный пакт, затронул бы государства Восточной Европы и Германию, которые взяли бы на себя обязательство хранить нерушимость границ и оказать помощь участнику пакта, который подвергнется агрессии. Второй, между Францией и СССР, уже оговаривал их взаимные обязательства на случай агрессии так, как если бы Советский Союз был участником локарнской системы, а Франция — участницей Восточного пакта.
СССР приветствовал включение в пакт Германии, считая, что обязательства по этому договору ограничили бы её. Он также поддержал предложение Франции привлечь к участию в Восточном пакте прибалтийские государства. Таким образом, в окончательном списке участников Восточного пакта значились Польша, СССР, Германия, Чехословакия, Финляндия, Эстония, Латвия и Литва. Румыния от участия отказалась.
В мае 1934 г. Барту и Литвинов одобрили приглашение в пакт Германии и Финляндии и неучастие Бельгии. Во время их следующей встречи в Женеве 8 июня Барту передал Литвинову текст проекта пакта, который включал два договора: первый — о взаимопомощи между Германией, Польшей, ЧСР, СССР, странами Прибалтики и Финляндии, второй — советско-французское соглашение о взаимопомощи против нападения на них участников Локарнского договора или Восточного пакта.
Установление на следующий день дипломатических отношений СССР с Чехословакией и Румынией облегчало привлечение Праги к складывающейся оси Париж-Москва. При этом глава чехословацкой дипломатии Эдуард Бенеш сразу же выразил согласие на участии его страны в Восточном пакте. В то же время Варшава и Берлин не восприняли идею Восточного пакта с воодушевлением. В итоге реальные перспективы пакта о заключении коллективного пакта о взаимопомощи намечали участие только СССР, Франции и Чехословакии.
14 июня 1934 года СССР пригласил все заинтересованные государства присоединиться к Восточному пакту. Чехословакия (2 июля), Латвия, Эстония (29 июля) и Литва (3 августа) выразили своё согласие, Финляндия уклонилась от ответа. Великобритания согласилась поддержать Восточный пакт только в том случае, если Германия будет включена не только в сам пакт, но и в двусторонний франко-советский договор; Франция и СССР согласились.

## Противодействие Германии
Дипломатия и руководство Германии понимали роль Восточного пакта как инструмента предотвращения агрессии в Европе, однако выступить против него открыто остерегались. Вместо этого они стали действовать через дипломатов Чехословакии, Польши, Румынии, Эстонии, Латвии, Литвы, поодиночке приглашая их в МИД и убеждая, что пакт не отвечает интересам их государств. Это стало известно советскому полпредству от французского посла в Берлине. Эстония и Латвия в качестве условия присоединения требовали участия в пакте Германии и Польши.
Польский министр иностранных дел заявил французскому послу, что «Польша, собственно говоря, не нуждается в таком пакте». Затем польское правительство отвергло идею пакта на основании того, что Советский Союз не входит в Лигу наций, а затем попыталось препятствовать приёму СССР в эту организацию.
Германское правительство направило Франции ноту, в которой отказывалось от участия в договоре, так как не пользуется равными с другими его участниками правами на вооружение. Оно утверждало: «Лучшее средство обеспечения мира заключается не в том, чтобы войну противопоставить войне, а в том, чтобы расширять и укреплять средства, исключающие возможность развязывания войны».
Это требование поддержала Великобритания на переговорах с Барту в Лондоне 9—10 июля 1934 г. Министр иностранных дел Саймон добился, чтобы в совместном коммюнике об итогах переговоров было обозначено согласие на возобновление «переговоров о заключении конвенции, разрешающей в области вооружений разумное применение в отношении Германии принципа равноправия в условиях безопасности всех наций». Затем Англия объявила о поддержке пакта правительствам Италии, Польши и Германии, дополнительно сообщив, что требование Германии на «равенство в правах» в области вооружений будет полностью удовлетворено.
8 сентября 1934 года правительство Германии выпустило меморандум об отказе от Восточного пакта, поскольку «не может участвовать в какой-либо международной системе безопасности до тех пор, пока другие державы будут оспаривать равноправие Германии в области вооружений». Через три недели об отказе от пакта сообщила и Польша.
9 октября 1934 года член македонской националистической организации Владо Черноземский совершил покушение на короля Югославии Александра, в ходе которого был тяжело ранен министр иностранных дел Франции Барту, ехавший с королем в одной машине. В тот же день Барту скончался от потери крови. Его преемник Лаваль не возобновлял усилий по заключению договора и переориентировал политику Франции на поощрение агрессии Германии. Проект Восточного пакта так и остался нереализованным.
18 февраля 1935 г. группенфюрер Шауб на конференции руководителей политорганизаций, окружных организаций и комсостава СА и СС заявил открыто: «Наш отказ от подписи под Восточным пактом остается твердым и неизменным. Фюрер скорее отрубит себе руку, чем подпишет акт, ограничивающий справедливые и исторически законные притязания Германии в Прибалтике и пойдет на отказ германской нации от ее исторической миссии на Востоке».